# Torstein Seiersten
Olav Torstein Seiersten (* 22. Februar 1931 in Brandbu; † 15. Oktober 2023 in Nittedal) war ein norwegischer Eisschnellläufer.

## Werdegang
Seiersten, der für den Brandbu IF startete und bei der Norwegischen Staatsbahn angestellt war, nahm von 1953 bis 1963 an internationalen Wettbewerben teil und errang dabei bei der Mehrkampfeuropameisterschaft 1954 in Davos den 24. Platz sowie bei der Mehrkampfeuropameisterschaft 1955 in Falun den 23. Platz im Großen Vierkampf. Nach Platz zehn über 5000 m bei den Olympischen Winterspielen 1956 in Cortina d’Ampezzo in der Saison 1955/56, verpasste er bei der Mehrkampf-Weltmeisterschaft 1956 in Oslo mit dem vierten Platz nur knapp eine Medaille und wurde bei der Mehrkampfeuropameisterschaft 1956 in Helsinki Elfter im Großen Vierkampf. In den folgenden Jahren lief er bei der Mehrkampf-Weltmeisterschaft 1957 in Östersund sowie bei der Mehrkampfeuropameisterschaft 1958 in Eskilstuna  jeweils auf den fünften Platz und bei der Mehrkampf-Weltmeisterschaft 1958 in Helsinki auf den neunten Rang im Großen Vierkampf. In der Saison 1958/59 wurde er bei der Mehrkampfeuropameisterschaft 1959 in Göteborg Siebter und bei der Mehrkampf-Weltmeisterschaft 1959 in Oslo Sechster im Großen Vierkampf. Nach Platz 11 im Großen Vierkampf zu Beginn der Saison 1959/60 bei der Mehrkampfeuropameisterschaft 1960 in Oslo, belegte er bei den Olympischen Winterspielen 1960 in Squaw Valley den sechsten Platz über 10.000 m sowie den vierten Platz über 5000 m und bei der Mehrkampf-Weltmeisterschaft 1960 in Davos den 14. Rang im Großen Vierkampf. Im folgenden Jahr lief er bei der Mehrkampfeuropameisterschaft in Helsinki auf den zehnten Platz und bei der Mehrkampf-Weltmeisterschaft in Göteborg auf den 16. Rang im Großen Vierkampf. Seine beste Platzierung bei norwegischen Mehrkampfmeisterschaften erreichte er in den Jahren 1959 und 1960 mit dem dritten Platz.

## Erfolge

### Olympische Spiele
- 1956 Cortina d’Ampezzo: 10. Platz 5000 m
- 1960 Squaw Valley: 4. Platz 5000 m, 6. Platz 10.000 m

### Mehrkampf-Weltmeisterschaften
- 1956 Oslo: 4. Platz Großer Vierkampf
- 1957 Östersund: 5. Platz Großer Vierkampf
- 1958 Helsinki: 9. Platz Großer Vierkampf
- 1959 Oslo: 6. Platz Großer Vierkampf
- 1960 Davos: 14. Platz Großer Vierkampf
- 1961 Göteborg: 16. Platz Großer Vierkampf

### Mehrkampf-Europameisterschaften
- 1954 Davos: 24. Platz Großer Vierkampf
- 1955 Falun: 23. Platz Großer Vierkampf
- 1956 Helsinki: 11. Platz Großer Vierkampf
- 1958 Eskilstuna: 5. Platz Großer Vierkampf
- 1959 Göteborg: 7. Platz Großer Vierkampf
- 1960 Oslo: 11. Platz Großer Vierkampf
- 1961 Helsinki: 10. Platz Großer Vierkampf

## Persönliche Bestleistungen
| Disziplin | Zeit        | Datum            | Ort          |
| --------- | ----------- | ---------------- | ------------ |
| 500 m     | 43,4 s      | 28. Februar 1959 | Squaw Valley |
| 1000 m    | 1:27,9 min  | 28. Februar 1963 | Oslo         |
| 1500 m    | 2:13,0 min  | 28. Februar 1959 | Squaw Valley |
| 3000 m    | 4:37,3 min  | 28. Februar 1963 | Oslo         |
| 5000 m    | 7:52,0 min  | 27. Januar 1963  | Oslo         |
| 10.000 m  | 16:12,0 min | 27. Januar 1963  | Oslo         |